# Breisach

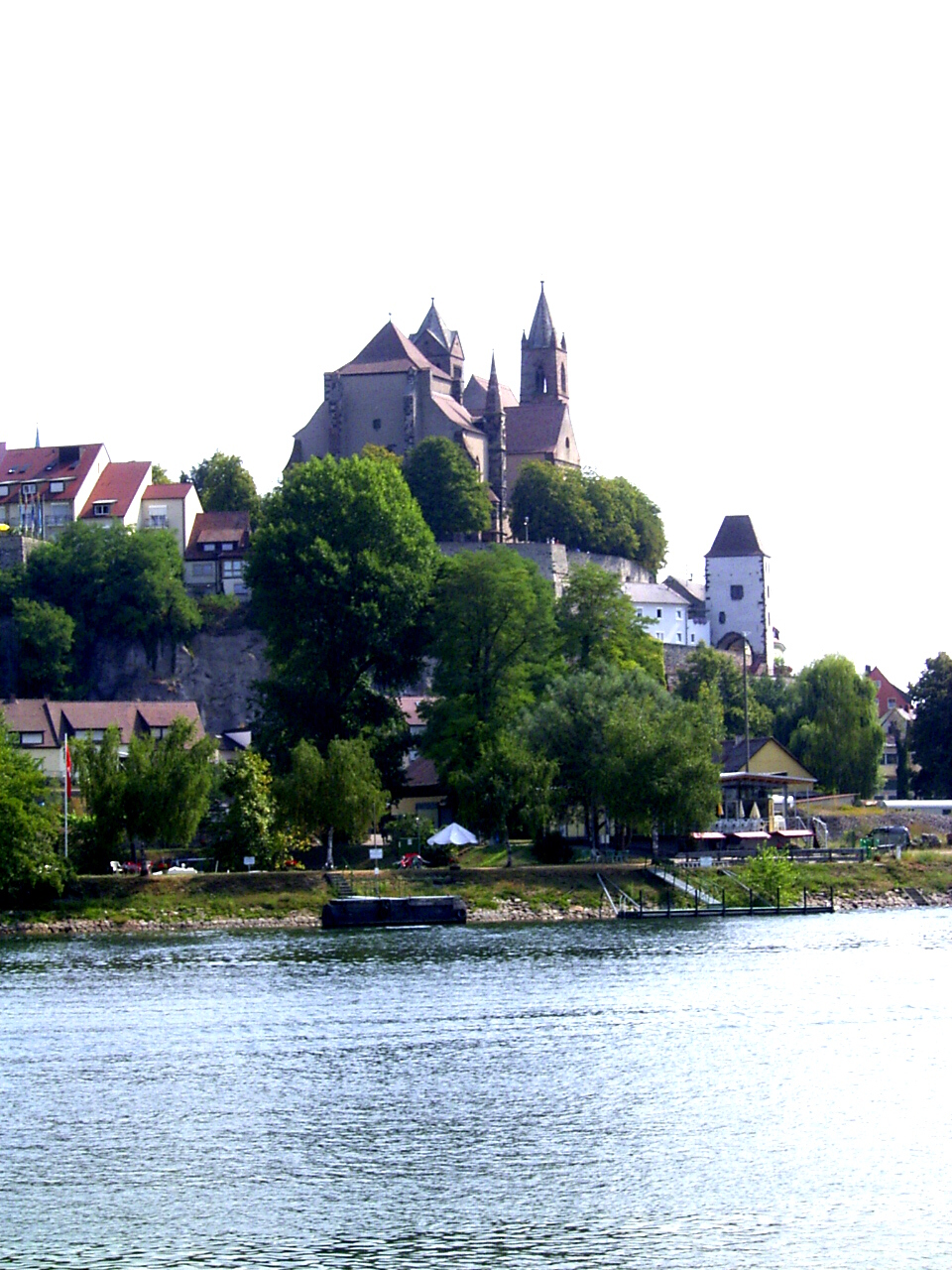
Vista de Breisach desde la orilla opuesta del Rin.

Breisach am Rhein es una antigua ciudad alemana con unos 16,000 habitantes. Está situada a orillas del río Rin, entre las ciudades de Friburgo (Alemania) y Colmar (Francia) (ambas a unos 20 km de distancia) y a 60 km al norte de Basilea (Suiza). Un puente sobre el río Rin la enlaza con Neuf-Brisach en Alsacia.
Breisach deriva del nombre celta de persona brisios con el sufijo -ako (-acum en latín).

## Historia
La colina donde se asienta Breisach ha sido el asentamiento de un príncipe celta. Los romanos erigieron un castillo auxiliar en el monte Brisiacus (la palabra proviene del celta Brisge (rompeolas). La ciudad fue fundada en el siglo XI por la Dinastía Hohenstaufen. En el siglo XIII se construyó la catedral de Breisach. A partir del siglo XVI la ciudad se convierte en un enclave estratégico del Sacro Imperio Romano Germánico. Fue disputada durante la guerra de los Treinta Años debido a su importancia como parte del camino español;  fue sitiada por las tropas protestantes, siendo liberada por el duque de Feria el 16 de octubre de 1633.
El 17 de diciembre de 1638, Bernardo de Sajonia-Weimar, que estaba al servicio de Francia, conquistó la ciudad venciendo a los defensores dirigidos por Fernando II de Habsburgo y el general Reinach e intentó convertirla en la capital de un nuevo territorio. Después de la muerte de Bernardo en 1639, el territorio quedó en manos de Francia. Tras la Paz de Westfalia en 1648, Breisach fue cedida de iure a Francia.
En 1697 la ciudad volvió al dominio del Sacro Imperio por el Tratado de Rijswijk, pero fue reconquistada el 7 de septiembre de 1703 al comienzo de la guerra de sucesión española, retornando de nuevo a los alemanes por el Tratado de Rastatt el 7 de marzo de 1714. Mientras tanto, Francia había construido su propia fortaleza, Neuf-Brisach ("Nueva Breisach"), en la orilla izquierda del Rin. En 1793 Breisach quedó destruida a consecuencia de las guerras revolucionarias en Francia y pasó a formar parte de la Austria Anterior. Luego en 1805 quedó anexionada de facto al restablecido estado de Baden.
Durante la Segunda Guerra Mundial, el 85 % de Breisach quedó destruido por la artillería aliada; también sufrió daños la catedral.
En 1969 se hicieron planes para construir una central nuclear en Breisach, pero finalmente se eligió a Wyhl (a unos 16 km) como emplazamiento. No obstante, la idea fue desechada finalmente por la gran oposición que generaba. Poco más tarde se construiría en Fessenheim (a unos 15 km), donde sigue en funcionamiento.
Las ciudades cercanas de Hochstetten (1970), Gündlingen (1972), Niederrimsingen (1973) y Oberrimsingen (1975) junto con Grezhausen, que había sido fusionada a Oberrimsingen en 1936, fueron incorporadas a Breisach am Rhein.

## Economía e infraestructuras

### Transporte
Breisach está enlazada con Friburgo vía Gottenheim por el Breisgau-S-Bahn y por el Kaiserstuhlbahn conectando con Riegel vía Endingen.
La carretera federal B 31 conecta con Lindau y con la RD 415 de Francia.

### Negocios locales
Una de las empresas de cava más grandes de europeas tiene su sede en Breisach, la Badische Winzerkeller eG. El sector vitícola es muy importante en la zona.

## Principales monumentos

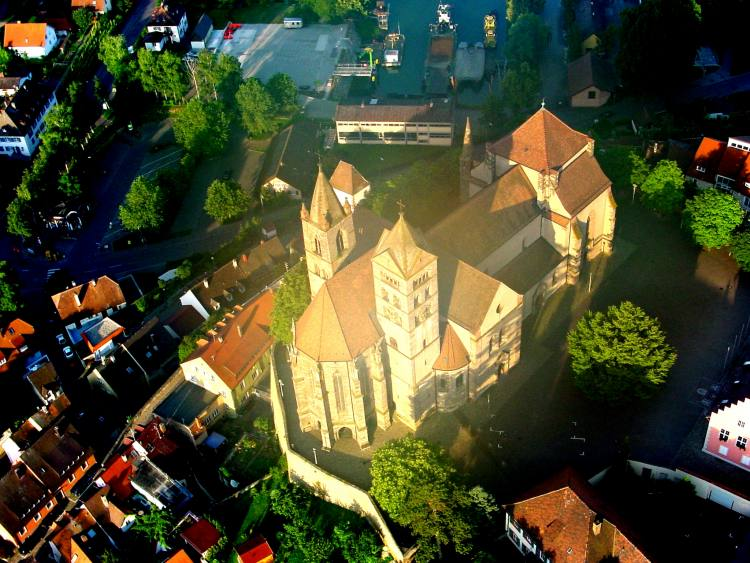
Vista aérea de la catedral de San Esteban.

El museo municipal de historia alberga piezas de épocas comprendidas entre la Edad de Piedra y el presente.
La catedral de Breisach, llamada de San Esteban, es de estilo románico y tiene un altar gótico de autor desconocido (sus iniciales H.L. están grabadas en el conjunto) y una pintura de Martin Schongauer.

## Ciudades hermanadas
- Saint-Louis,  Francia
- Pürgg-Trautenfels,  Austria
- Neuf-Brisach,  Francia
- Oświęcim,  Polonia